# Nicorandil
Le nicorandil est une molécule utilisée dans le traitement de l'angine de poitrine.

## Mode d'action
Il a une double action d'activateur du canal potassique et donneur de NO, permettant une vasodilatation.

## Pharmacologie
Sa biodisponibilité, après absorption orale, est de 75% avec un pic plasmatique atteint avant une heure. Son métabolisme consiste en la perte du NO et l'entrée dans le cycle du nicotinamide.

## Efficacité
Donné par voie orale, il est aussi actif sur les symptômes de l'angine de poitrine que les dérivés nitrés.

## Effets secondaires
L'effet secondaire le plus fréquent sont les céphalées.
Des ulcères buccaux mais aussi au niveau d'autres muqueuses, peuvent survenir, régressif après l'arrêt du médicament.